# Trận chung kết Giải vô địch bóng đá thế giới 1930
Trận chung kết Giải vô địch bóng đá thế giới 1930 là trận đấu bóng đá được diễn ra vào ngày 31 tháng 7 năm 1930 tại sân vận động Centenario ở thành phố Montevideo giữa hai đội Uruguay và Argentina để xác định nhà vô địch của Giải vô địch bóng đá thế giới 1930. Sau 90 phút Uruguay đã đánh bại Argentina với tỷ số 4–2. Uruguay cũng đi vào lịch sử khi giành được chiếc cúp lần đầu tiên của giải vô địch lớn nhất hành tinh.
Cầu thủ cuối cùng còn sống chơi ở trận chung kết này là tiền đạo người Argentina Francisco Varallo, qua đời vào ngày 30 tháng 8 năm 2010.
Trận chung kết cũng có tranh cãi khi cả Uruguay và Argentina đều muốn quả bóng của mình được đá trong trận đấu. Cuối cùng, giải pháp được đưa ra là hiệp 1 đá bóng của chủ nhà Uruguay đưa và sang hiệp hai đổi lại, đá quả bóng của Argentina.

## Đường đến trận chung kết
| Đội tuyển | ST | T | H | B | BT | BB | HS | Đ |
| --------- | -- | - | - | - | -- | -- | -- | - |
| Uruguay   | 2  | 2 | 0 | 0 | 5  | 0  | +5 | 4 |
| România   | 2  | 1 | 0 | 1 | 3  | 5  | −2 | 2 |
| Perú      | 2  | 0 | 0 | 2 | 1  | 4  | −3 | 0 |

| Đội tuyển | ST | T | H | B | BT | BB | HS | Đ |
| --------- | -- | - | - | - | -- | -- | -- | - |
| Argentina | 3  | 3 | 0 | 0 | 10 | 4  | +6 | 6 |
| Chile     | 3  | 2 | 0 | 1 | 5  | 3  | +2 | 4 |
| Pháp      | 3  | 1 | 0 | 2 | 4  | 3  | +1 | 2 |
| México    | 3  | 0 | 0 | 3 | 4  | 13 | −9 | 0 |

## Trận đấu

### Chi tiết
| Uruguay                                         | 4–2      | Argentina                  |
| ----------------------------------------------- | -------- | -------------------------- |
| Dorado 12' · Cea 57' · Iriarte 68' · Castro 89' | Chi tiết | Peucelle 20' · Stábile 37' |

| Uruguay | Argentina |

| GK               | Enrique Ballestrero |
| RB               | José Nasazzi (c)    |
| LB               | Ernesto Mascheroni  |
| RH               | José Andrade        |
| CH               | Lorenzo Fernández   |
| LH               | Álvaro Gestido      |
| OR               | Pablo Dorado        |
| IR               | Héctor Scarone      |
| CF               | Héctor Castro       |
| IL               | Pedro Cea           |
| OL               | Santos Iriarte      |
| Huấn luyện viên: |                     |
| Alberto Suppici  |                     |

| GK                                   | Juan Botasso         |
| RB                                   | José Della Torre     |
| LB                                   | Fernando Paternoster |
| RH                                   | Juan Evaristo        |
| CH                                   | Luis Monti           |
| LH                                   | Pedro Suárez         |
| OR                                   | Carlos Peucelle      |
| IR                                   | Francisco Varallo    |
| CF                                   | Guillermo Stábile    |
| IL                                   | Manuel Ferreira (c)  |
| OL                                   | Mario Evaristo       |
| Các huấn luyện viên:                 |                      |
| Francisco Olazar Juan José Tramutola |                      |

| Trợ lý bóng đá: Ulises Saucedo (Bolivia) Henri Christophe (Bỉ) | Quy tắc trận đấu - 90 phút. - 30 phút của hiệp phụ nếu cần thiết. - Đá lại nếu tỷ số vẫn còn hòa. - Không được phép cầu thủ dự bị. |